# Pyrausta taftanalis
Pyrausta taftanalis là một loài bướm đêm trong họ Crambidae.